# Кхандва (округ)
|Часовий пояс                     = +5:30
```
|Сайт                             = 
http://khandwa.nic.in
 
[
Архівовано
 29 листопада 2020 у 
Wayback Machine
.
]
```

Кхандва (англ. Khandwa), попередня назва — Німар (до 1956 року), Східний Німар (англ. East Nimar) — округ в індійському штаті Мадх'я-Прадеш. Входить в Дивізіон Індор . Утворений в 1948 році. Адміністративний центр — місто Кхандва. Площа округу — 10 776 км². За даними всеіндійського перепису 2001 року населення округу становило 1 078 251 чоловік. Рівень грамотності дорослого населення становив 61,8 %, що трохи вище середньоіндійського рівня (59,5 %). Частка міського населення становила 26,8 %. У 2003 році з частини території округу Кхандва був утворений новий округ Бурханпур.